# نزلة خيال
قرية نزلة خيال هي إحدى القرى التابعة لمركز أبو كبير في محافظة الشرقية في جمهورية مصر العربية. حسب إحصاءات سنة 2006، بلغ إجمالي السكان في نزلة خيال 6240 نسمة، منهم 3223 رجل و3017 امرأة.